# 辛龍
辛龍（1972年2月11日—），台灣男藝人、歌手、演員、主持人，本名許振隆，原以藝名辛隆出道，2012年將藝名改為辛龍。

## 演藝生涯
1991年，辛龍以《深情·奇怪·小伙子》專輯出道，以此張專輯入圍第3屆金曲獎最佳新人獎。
2009年，他暌違九年未出新專輯，在加盟新公司金牌大風之後，再出專輯《唱作俱佳》。
2018年，辛龍於ETtoday東森新聞雲的網路選秀節目《超級新人王+》擔任歌唱評審。他曾為「容易文創」旗下藝人，
2020年後已無合約關係。

## 個人生活
2014年5月17日，辛龍偕劉真前往戶政事務所登記結婚；同年6月9日在夏威夷歐胡島Ocean Crystal Chapel教堂舉行婚禮的儀式。
2016年，女兒出生。
2020年3月22日，妻子劉真逝世。
2017年2月，身為辛龍經紀公司老闆的主持人吳宗憲於節目中稱，辛龍於2015年簽注大樂透中頭獎新台幣2億元。同年2月23日，辛龍受訪表示吳宗憲所言屬實，而金額是1.2億元；3月，辛龍表示一切「只是玩笑話」，而有一彩券行老闆對媒體表示辛龍中了六注二獎，加上頭獎金額總計是4.6億元。2020年，辛龍的妻子劉真病逝時，他表示自己並未中獎。

## 音樂作品

### 專輯
| 年份   | 專輯名稱             | 曲目 |
| ------ | -------------------- | --- |
| 1991年 | 《深情·奇怪·小伙子》 | 曲目 1. 哦！我依然如此等候 2. I don"t want to be right(是對是錯) 3. 不敢愛不敢離開 4. 暗戀 5. 年輕也煩惱 6. 忘掉過去 7. 一廂情願 8. 爭執 9. 享受輕鬆 10. 什麼時候                             |
| 1993年 | 《更愛你》           | 曲目 1. 更愛你 2. 我是否曾經擁有 3. 藏起我的心 4. 悲傷的日子 5. 陪著我一直到世界的盡頭 6. 封面女郎 7. Don't Ask Me 8. 我可不可以想你 9. 做好我自己 10. 我不願失去 11. 不要向生活低頭 12. 錯過 |
| 2000年 | 《太多》             | 曲目 1. Imagine 2. 不要問我 3. 說愛你 4. 太多 5. 瘋狂想你 6. 灌醉傷心 7. 愛我的人靠過來 8. 到此為止 9. Give Me One More Chance 10. 解套                                                       |
| 2009年 | 《唱作俱佳》         | 曲目 1. 光亮 2. 我爱你爱我 3. 听不到自己 4. 好感 5. 结婚吧 6. 家 7. 星星 8. 男人的海边 9. 爱的毕业典礼 10. 无极                                                                               |
| 2011年 | 《才子佳人》         | 曲目 1. 夏天的浪花 2. 四季 3. 花房姑娘 4. 藍雨 5. 拒絕再玩 6. 再見！我的愛人 7. 猜心 8. 夢醒時分 9. 愛情釀的酒 10. 小魚兒 11. 愛情拼圖                                                        |
| 2013年 | 《我就是愛》         | 曲目 1. 我就是愛 2. 再苦也要幸福 3. 明日晴 4. 愛情追兵 5. 讓我愛你 6. 你是唯一 7. 壞透了 8. 影子 9. 生命如歌 10. 親愛的啊囉哈                                                                 |

### 數位單曲
- 2015年《快樂》

## 演出作品

### 電影
| 年份 | 片名       | 飾演      | 性質 |
| 2003 | 來去少林   |           |      |
| 2019 | 殺手撿到槍 | 野豬      |      |
| 2020 | 練愛iNG    | 製片 鄭哥 |      |

### 網路大電影
| 年份 | 片名               | 飾演 | 性質 |
| 2016 | 廢材英雄聯盟(大陸) | 叔叔 |      |

## 主持作品
- 1994年 中視《娛樂星聞 歡樂有約》助理主持人
- 2001年 華視《綜藝向前衝》 與康康合作
- 2016年 網路綜藝節目《下一站·女兒國》北京站選秀直播－主持人

## 獎項紀錄
| 年份   | 獲提名             | 獎項                  | 結果 |
| ------ | ------------------ | --------------------- | ---- |
| 1991年 | 深情．奇怪．小伙子 | 第3屆金曲獎最佳新人獎 | 提名 |

## 外部連結
- 辛龍SHINLUNG的新浪微博
- 辛龍的Facebook專頁